# Ko Phai
Ko Phai (Thai: เกาะไผ่) ist die größte Insel des Mu Ko Phai (Thai: หมู่เกาะไผ่), eines kleinen unbewohnten Archipels, der zur Ostküsten-Inselgruppe Thailands gehört. Die Insel gehört zum Landkreis Amphoe Bang Lamung der Chonburi Provinz.

## Geographie
Die Insel liegt circa 21 km westlich von Pattaya beziehungsweise am südöstlichen Ende der Bucht von Bangkok im Golf von Thailand. Sie wird oft auch als „Bamboo Island“ bezeichnet.
Die maximale Ausdehnung der Insel Ko Phai beträgt circa vier Kilometer, ihre maximale Breite beträgt ungefähr 1,5 km. Ko Phai ist eine ruhig gelegene, schroffe, bewaldete Insel mit steilen Klippen. Die höchste Erhebung der Insel beträgt 150 m. Auf der Inselmitte befindet sich ein Leuchtturm.